# Narosodes fasciata
Narosodes fasciata är en fjärilsart som beskrevs av Rothschild 1913. Narosodes fasciata ingår i släktet Narosodes och familjen björnspinnare. Inga underarter finns listade i Catalogue of Life.